# Leistungsprüfungsordnung
Die Leistungs-Prüfungs-Ordnung (LPO) ist das offizielle Regelwerk für nationale Turniere im Reit-, Fahr- und Voltigiersport in Deutschland.
Herausgeber der LPO ist die Deutsche Reiterliche Vereinigung (FN). Die LPO ist verbindlich für alle Beteiligten an Leistungsprüfungen im Rahmen der FN. In der LPO wird die erlaubte Ausrüstung für Menschen und Pferde beschrieben.
Seit 2008 gibt die FN getrennt von der LPO ein eigenes Regelwerk für den Breitensport heraus, die Wettbewerbsordnung für den Breitensport (WBO). Wenn im Namen einer Prüfung das Wort „Wettbewerb“ auftaucht, dann gilt für diesen Wettbewerb die WBO. Die WBO gilt für Breitensportturniere. Auch die WBO wird aktualisiert.

## Ausgaben
Um den nationalen und internationalen Entwicklungen im Turniersport gerecht zu werden, wurde die LPO bis 2012 in alle vier bis 5 Jahre gemeinsam von der Abteilung Turniersport der FN und den Landesverbänden überarbeitet. Seither wird sie alle sechs Jahre überarbeitet. Zwischenzeitliche Neuerungen und Klarstellungen erscheinen in Kalenderveröffentlichungen.

### Neuerungen LPO 2000
Die ehemalige Altersklasse Senioren (ab 21 Jahren) heißt neu Reiter. Die neue Altersklasse Senioren umfasst Reiter ab dem 40. Lebensjahr. In einigen wenigen Prüfungen sind ausschließlich Senioren zugelassen.

### Neuerungen LPO 2004
Einteilung  von Vielseitigkeitsreitern in die Leistungsklassen von V1 bis V6.

### Neuerungen LPO 2008 und WBO 2008
Gültig ab dem 1. Januar 2008. Mit der LPO 2008 entfielen die unterschiedlichen Kategorien. Zuvor wurde zwischen Prüfungen der Kategorie A, B und C unterschieden. ¨ Im Fahrsport wurde die aktivierte Lenkverzögerung und die Drehkranzbremse zugelassen. Es wurde neu die WBO für Breitensport-Wettbewerbe herausgegeben.
Seit 2008 sind die Anforderungen für das Voltigieren aus der LPO herausgelöst und werden in einem separaten Werk, dem FN-Aufgabenheft Voltigieren, veröffentlicht. Für den Reit- und Fahrsport gibt es ebenfalls Aufgabenhefte, welche die LPO ergänzen.

### Neuerungen LPO 2013 und WBO 2013
Gültig ab dem 1. Januar 2013. Neu ist die Einteilung in „offene“ und „geschlossene“ Prüfungen. Wer im vergangenen Jahr mit drei oder mehr Pferden in Dressur oder Springen platziert war, der Leistungsklasse 1 angehört oder an Prüfungen der Klasse S*** und/oder höher teilgenommen hat, ist in den geschlossenen Prüfungen nicht teilnahmeberechtigt.

### Neuerungen LPO 2018 und WBO 2018
Gültig ab 1. Januar 2018. Neu eingeführt wurden in der LPO die Spring-LP mit steigenden Anforderungen, Spring-LP mit Mindeststilnote und die Stil-Spring-LP mit Zeitpunkten. Neu muss für Leistungsklasse 0 eine Schnupperlizenz erworben werden.
Neu eingeführt in der WBO wurden verschiedene spezielle Wettbewerbe für gebisslose Zäumung oder Halsring, Schaubilder-Wettbewerbe (Quadrillen) und Offene Kür für alle Reitweisen, neue Wettbewerbe mit dem Leitseil (WB Bodenarbeit, Vertrauens-Trail und Horse Agility) und Working-Equitation-Wettbewerbe. Neu ist für Menschen mit Behinderung bei der Ausrüstung des Pferdes/des Reiters der Einsatz kompensatorischer Hilfsmittel gemäß Sportgesundheitspass des Deutschen Kuratoriums für therapeutisches Reiten immer zulässig.

### Neuerung LPO 2024 und WBO 2024
Die „geschlossenen“ Prüfungen heißen künftig Amateurprüfungen und richten sich an Amateure. Im Springen führt neu bereits der zweite Ungehorsam des Pferdes zum Ausschluss. Veranstaltern dürfen im Parcours einen Probesprung vor dem Durchreiten der Startlinie freigeben. Neu gibt es Gewöhnungsspringprüfung für junge Pferd mit einem „Clear Round Modus“, bei dem jedes Pferd, das einen fehlerfreien Parcours absolviert, automatisch auf den ersten Platz kommt. Das Mächtigkeitsspringen wurde gestrichen. Dreijährige Pferde dürfen während des Jahres höchstens an fünf Prüfungen teilnehmen. Beim Voltigieren darf künftig auch rechts herum Longiert werden, zwischen Pflicht und Kür darf die Hand gewechselt werden. Auch die Aufgabenhefte für Reiten, Fahren und Voltigieren sowie die WBO wurden überarbeitet.